# Gli emigranti (Raffaello Gambogi)
Gli emigranti è il titolo di un dipinto del pittore post-macchiaiolo Raffaello Gambogi: è la sua opera più nota.

## Storia e descrizione
L'emigrazione verso paesi stranieri, dove si spera di trovare lavoro, diventa un problema sociale importante in Italia, alla fine dell'Ottocento. Famiglie intere si muovono dalla campagna verso città portuali, da dove ci si imbarca per lontani Paesi. Una di queste città portuali è Livorno, che spesso Gambogi visita, partendo da Torre del Lago, dove abita. Al porto di Livorno si affollano gli emigranti, con le loro povere cose dentro sacche, ceste e zaini. Sono i nuovi poveri, che lasciano la loro terra, con la speranza di un domani migliore. La pittura realistica di Gambogi coglie l'emergere di un problema sociale e umano, ma si muove all'interno di una tradizione di schemi formali: non denuncia, non cerca rimedi, ma si limita al solo racconto.
Raffaello Gambogi accenna appena ai volti, più attento è invece agli atteggiamenti - il padre che bacia la bambina, la madre che si asciuga le lacrime con un fazzolettone rosso, l'altra bimba che tende le braccia. Sullo sfondo sono ancorate, scure e avvolte dal fumo, le navi alla fonda, con gli alberi ancora privi di vele. Sull'acqua del mare, vitrea e sporca, si riflette un cielo algido, privo di ogni riferimento temporale. Le ombre delle figure sono rivolte verso chi guarda il dipinto, perché da quel mare viene una qualche luminosità: mare che sta fra la banchina, dove gli emigranti sostano in attesa, e quelle navi, scure e lontane, che rappresentano una speranza, ma anche l'ignoto e la dolorosa separazione. Nei riflessi scuri sull'acqua, nelle vesti delle donne e nella pavimentazione della banchina c'è un accenno di divisionismo: una tecnica che interrompe la continuità delle pennellate.

### Esposizioni del dipinto
- 1979, Arte e socialità, Palazzo della Permanente, Milano[1]
- 1991, Il lavoro dell'uomo da Goya a Kandinskij, Braccio di Carlo Magno, Città del Vaticano[2]